# Diaphana hiemalis
Diaphana hiemalis is een slakkensoort uit de familie van de Diaphanidae. De wetenschappelijke naam van de soort is voor het eerst geldig gepubliceerd in 1839 door Couthouy.